# Казо, Доменико
Доменико Казо (итал. Domenico Caso; 9 мая 1954 года, Эболи) — итальянский футболист и футбольный тренер.

## Биография
Начинал свою карьеру в «Фиорентине», за которую он отыграл семь лет. Вместе с командой он становился обладателем Кубка Италии. В дальнейшем выступал за такие команды, как «Наполи», «Интернационале», «Перуджа», «Торино» и «Лацио». В составе «Интера» Казо побеждал в Серии А. В 1974 году провел один матч за сборную Италии.
Став тренером, Доменико Казо долгое время работал в юношеском и молодежном футболе в системе «Фиорентины» и «Лацио». Позднее тренировал «Фоджу», «Кьево» и юношескую сборную Италии. Летом 2004 года президент «Лацио» Клаудио Лотито доверил специалисту должность наставника главной команды. Однако после неудачного старта в Серии А Казо был отправлен в отставку. После работы в «Тернане», наставник вернулся в молодежный футбол.

## Достижения

### Футболиста
- Чемпионат Италии (1): 1979/80.
- Обладатель Кубка Италии (1): 1974/75.
- Обладатель Кубка англо-итальянской лиги (1): 1975.

### Тренера
- Победитель молодежного чемпионата Италии (1): 1994/95.